# Brooklyn (hrabstwo Dane)
Brooklyn – wieś w Stanach Zjednoczonych, w stanie Wisconsin, w hrabstwie Dane.